# Брюсвілл (Індіана)
Брюсвілл (англ. Bruceville) — місто (англ. town) в США, в окрузі Нокс штату Індіана. Населення — 450 осіб (2020).

## Географія
Брюсвілл розташований за координатами 38°45′29″ пн. ш. 87°24′55″ зх. д. / 38.75806° пн. ш. 87.41528° зх. д. (38.758020, -87.415400).  За даними Бюро перепису населення США в 2010 році місто мало площу 0,89 км², уся площа — суходіл.

## Демографія
Згідно з переписом 2010 року, у місті мешкало 478 осіб у 193 домогосподарствах у складі 125 родин. Густота населення становила 538 осіб/км².  Було 218 помешкань (245/км²).
Расовий склад населення:
| - 95,6 % — білих - 1,0 % — азіатів - 0,4 % — корінних американців - 0,2 % — чорних або афроамериканців - 1,5 % — осіб інших рас |

До двох чи більше рас належало 1,3 %. Частка іспаномовних становила 2,1 % від усіх жителів.
За віковим діапазоном населення розподілялося таким чином: 26,8 % — особи молодші 18 років, 62,7 % — особи у віці 18—64 років, 10,5 % — особи у віці 65 років та старші. Медіана віку мешканця становила 35,4 року. На 100 осіб жіночої статі у місті припадало 92,0 чоловіків;  на 100 жінок у віці від 18 років та старших — 95,5 чоловіків також старших 18 років.
Середній дохід на одне домашнє господарство  становив 58 382 долари США (медіана — 52 054), а середній дохід на одну сім'ю — 70 353 долари (медіана — 72 000). Медіана доходів становила 52 411 долар для чоловіків та 25 278 доларів для жінок. За межею бідності перебувало 3,2 % осіб, у тому числі 2,5 % дітей у віці до 18 років та 5,0 % осіб у віці 65 років та старших.
Цивільне працевлаштоване населення становило 276 осіб. Основні галузі зайнятості: освіта, охорона здоров'я та соціальна допомога — 23,9 %, виробництво — 16,3 %, сільське господарство, лісництво, риболовля — 10,9 %, роздрібна торгівля — 8,0 %.